# Vor Frue Kirke (Aarhus)

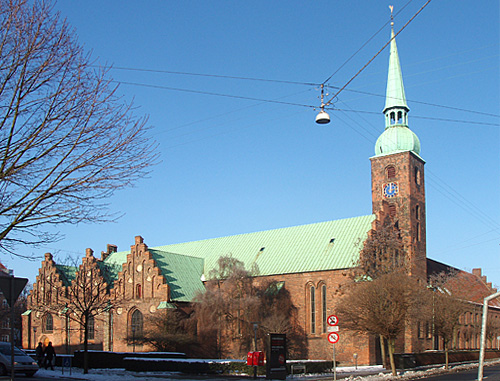
Vor Frue Kirke von Südosten

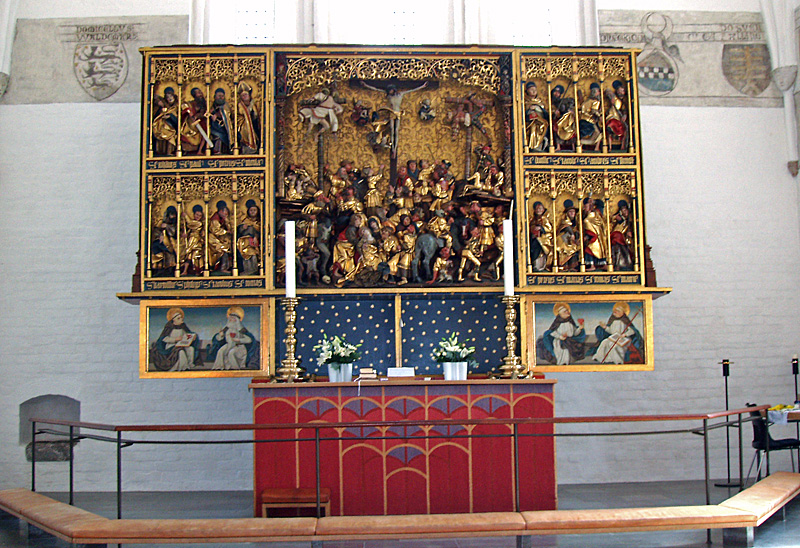
Flügelaltar (um 1530) aus der Werkstatt von Claus Berg in Odense

Die Vor Frue Kirke (dt. Kirche unserer (lieben) Frau) ist die Hauptkirche der evangelisch-lutherischen Gemeinde Vor Frue sogn in der dänischen Stadt Aarhus.

## Baugeschichte
Mitte des 13. Jahrhunderts ließen sich Dominikaner in Aarhus nieder. Sie übernahmen die ehemalige Domkirche Skt. Nicolai und bauten sie zu einem Kloster aus. Die heutige Nordwand des Kirchenschiffes ist der älteste Teil des Gebäudes. Sie wurde aus Travertin des Vorgängerbaus errichtet. Um 1250 wurde der Chor in romanischem Stil erweitert, das Kirchenschiff entstand um 1350 in gotischem Stil, das Seitenschiff um 1450 und der Turm um 1500.
Mit der Reformation fiel das Kloster an die Krone. Die Kirche wurde zu einer evangelischen Pfarrkirche, die Klostergebäude wurden auf Weisung König Christians III. als Kranken- und Armenhaus genutzt. Diese Nutzung dauerte bis in die 1930er Jahre an. In den 1950er Jahren erfolgte eine umfassende Restaurierung. Dabei stieß man auf die in Vergessenheit geratene Krypta aus der Zeit um 1060.

## Krypta
Unter dem Chor der heutigen Kirche liegt die vollständig erhaltene Krypta des steinernen Vorgängerbaus. Sie enthält das älteste Kirchengewölbe Nordeuropas und bildet den ältesten Raum der Stadt. Vermutlich entstand die Krypta, als der aus Holz errichtete Dom bei einem Angriff des norwegischen Königs Harald Hardrade niedergebrannt wurde. Die Krypta besteht aus Travertin und Feldstein. Zu einem unbekannten Zeitpunkt wurde der Zugang zugemauert. Die alte Unterkirche geriet völlig in Vergessenheit und wurde erst 1955 im Rahmen einer Restaurierung der Kirche wiederentdeckt. Zwei Jahre später wurde der dreischiffige gewölbte Raum erneut geweiht und wird seither regelmäßig für besondere Gottesdienste genutzt. Das romanische Kruzifix über dem Altar ist eine Kopie. Das Original befindet sich im Nationalmuseum Kopenhagen und stammt aus der Nachbargemeinde Gammel Åby.

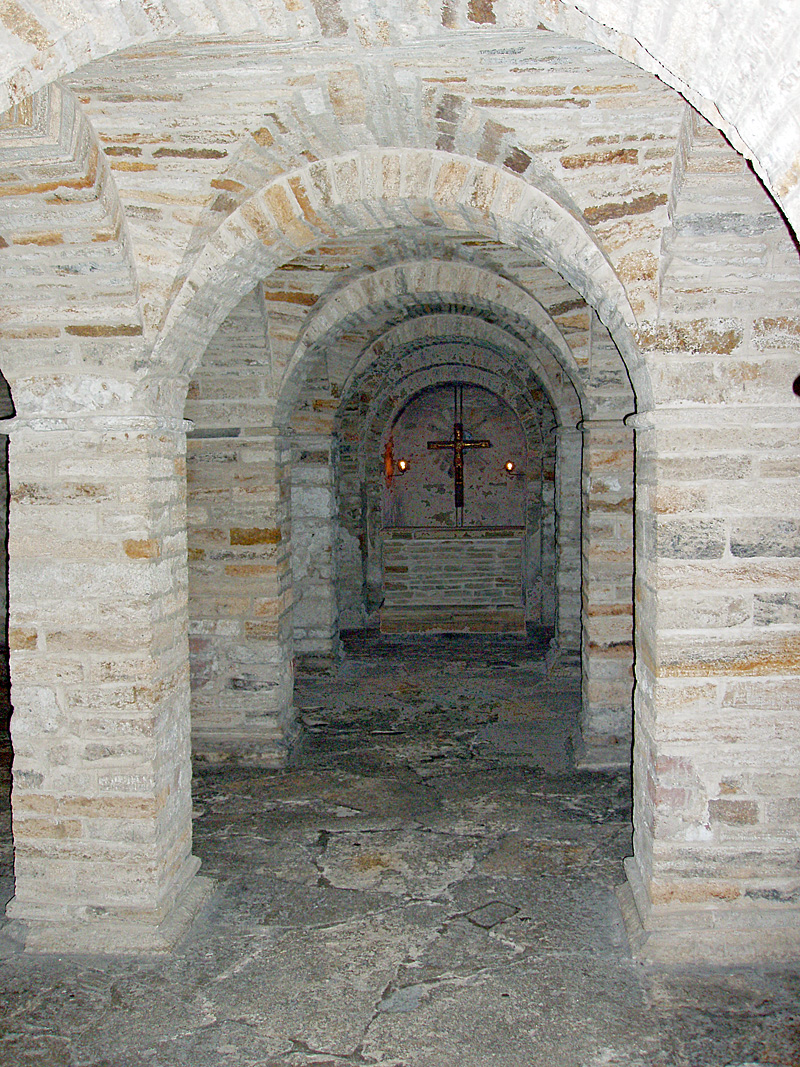
Krypta um 1060
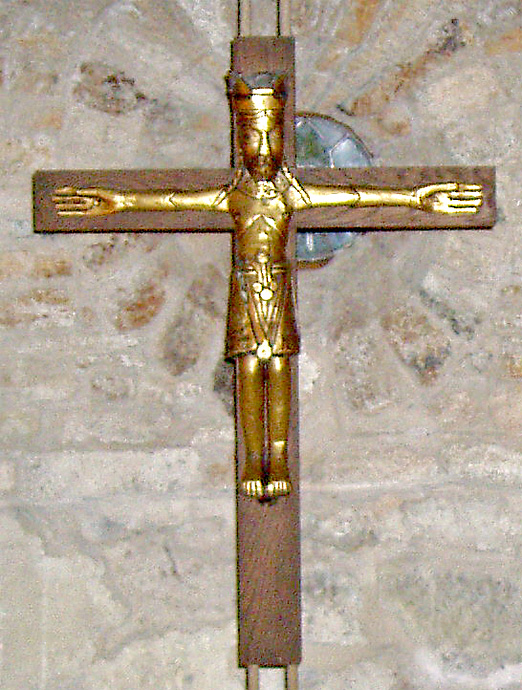
Kopie des romanischen Kruzifixes von Åby